# Еугеніюс Матузявічюс
Еугеніюс Матузявічюс (лит. Eugenijus Matuzevičius; 24 грудня 1917 року, Урюпінськ Волгоградської області — 20 червня 1994 містечко Крінчінас Пасваліського району) — литовський поет і перекладач; лауреат Державної премії Литовської РСР (1977), заслужений діяч мистецтва Литовської РСР (1977), заслужений працівник культури Української РСР (1986); брат поета Леонардаса Матузявічюса [lt], батько кінорежисера і кінооператора Корнеліюса Матузявічюса.
У 1938 році закінчив гімназію в Біржай. У 1939—1943 роках навчався в Університеті Вітовта Великого в Каунасі і в Вільнюському університеті. У 1944—1946 роках працював учителем в прогімназії в Йонішкісі і в гімназії в Паневежисі.
З 1940 року член Союзу письменників Литви. У 1946—1953 роках працював редактором у Державному видавництві художньої літератури. У 1954—1959 роках консультант по поезії Спілки письменників Литви. У 1961—1972 роках працював в редакції щотижневої газеті «Literatūra ir menas» («Література ір мянас»; «Література і мистецтво»). З 1969 року голова комісії з художнього перекладу. У 1970—1976 роках голова ревізійної комісії Спілки письменників Литви, в 1976—1994 роках — член правління СПЛ.